# شهرک صنعتی آق‌قلا
شهرک صنعتی آق‌قلا،
شهرک صنعتی آق قلا واقع در کیلومتر 12 جاده گرگان و آق قلا قرار دارد. این شهرک به عنوان قدیمکی‌ترین شهرک صنعتی در استان گلستان ضمن دارا بودن امکانات اولیه و زیر ساخت نظیر آب، برق، گاز، تصفیه خانه فاضلاب، تلفن، امکانات زیر ساخت؛ دارای امکاناتی نظیر اینترنت پر سرعت، مرکز کسب و کار، آتش نشانی، مرکز ارتقا مهارت‌های فنی حرفه‌ای و …  می‌باشد.
این شهرک با دارا بودن 136 کارخانه و مجتمع تولیدی بزرگترین شهرک استان بوده که واحدها دارای سند ثبتی می‌باشند.

## جمعیت
این روستا در دهستان گرگان‌بوی قرار دارد و براساس سرشماری مرکز آمار ایران در سال ۱۳۸۵، جمعیت آن ۷۵ نفر (۲۸خانوار) بوده‌است.